# جميسية
جَمِيسيَة (باللاتينية: Jamesia) جنس من الجنبات في فصيلة هدرانجية، وتعرف بالإنجليزية باسم زهرة الشمع. موطنها الأصلي هو الجزء الداخلي من غرب أمريكا الشمالية، في ولايات أرِزونَة وكلفرنية وكُلُرادو ونِفادة ونيو مكسيكو ويُتَة ووَيُمُنغ ، وتنمو في الجبال على ارتفاع 1600-3000 متر.
هناك نوعان فقط في الجنس جميسية أمريكية وجميسية رباعية البتلات. 
الجميسية جنبة تطول من متر إلى مترين وعرضها يصل إلى ثلاثة أمتار أو أكثر، أوراقها بسيطة متقابلة تطول منن 3 إلى ٧ سم وعرضها من 2 إلى 5 سم، حافَّاتها مسننه وسطحها مجعد. أزهارهاعنقودية التجميع بيضاء اللون قطرها يراوح من 15 إلى 20 مم، بخمس (نادرًا أربعة) بتلات. ثمرها علبة جافة بها العديد من البذور الصغيرة.
سُمِّي الجنس على اسم إدْوِن جِمْس عالم النبات في رحلة ستيفن لُنْج عام 1820 التي استكشفت المنطقة الواقعة بين نهري بلات وأركنساس. كان جيمس أول من جمع هذا الجنس للدراسة النباتية.